# Jari Ronkainen
Jari Pekka Ronkainen, född 28 maj 1972 i Hollola, är en finländsk politiker (Sannfinländarna). Han är ledamot av Finlands riksdag sedan 2015.
Ronkainen blev invald i riksdagen i riksdagsvalet 2015 med 4 442 röster från Tavastlands valkrets.

## Utmärkelser
- Riddartecknet av I klass av Finlands Lejons orden,  6 december 2023[3]

[Redigera Wikidata]